# The Moments

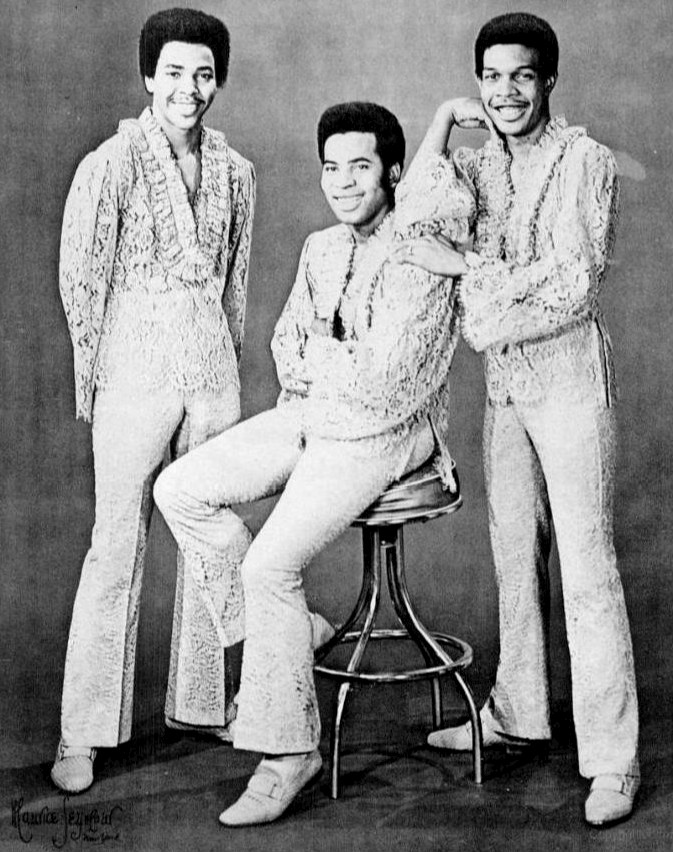
Ray, Goodman & Brown (1970)

The Moments war ein US-amerikanisches Musiktrio, das Mitte der 1960er-Jahre in Hackensack, New Jersey, USA, gegründet wurde.

## Geschichte

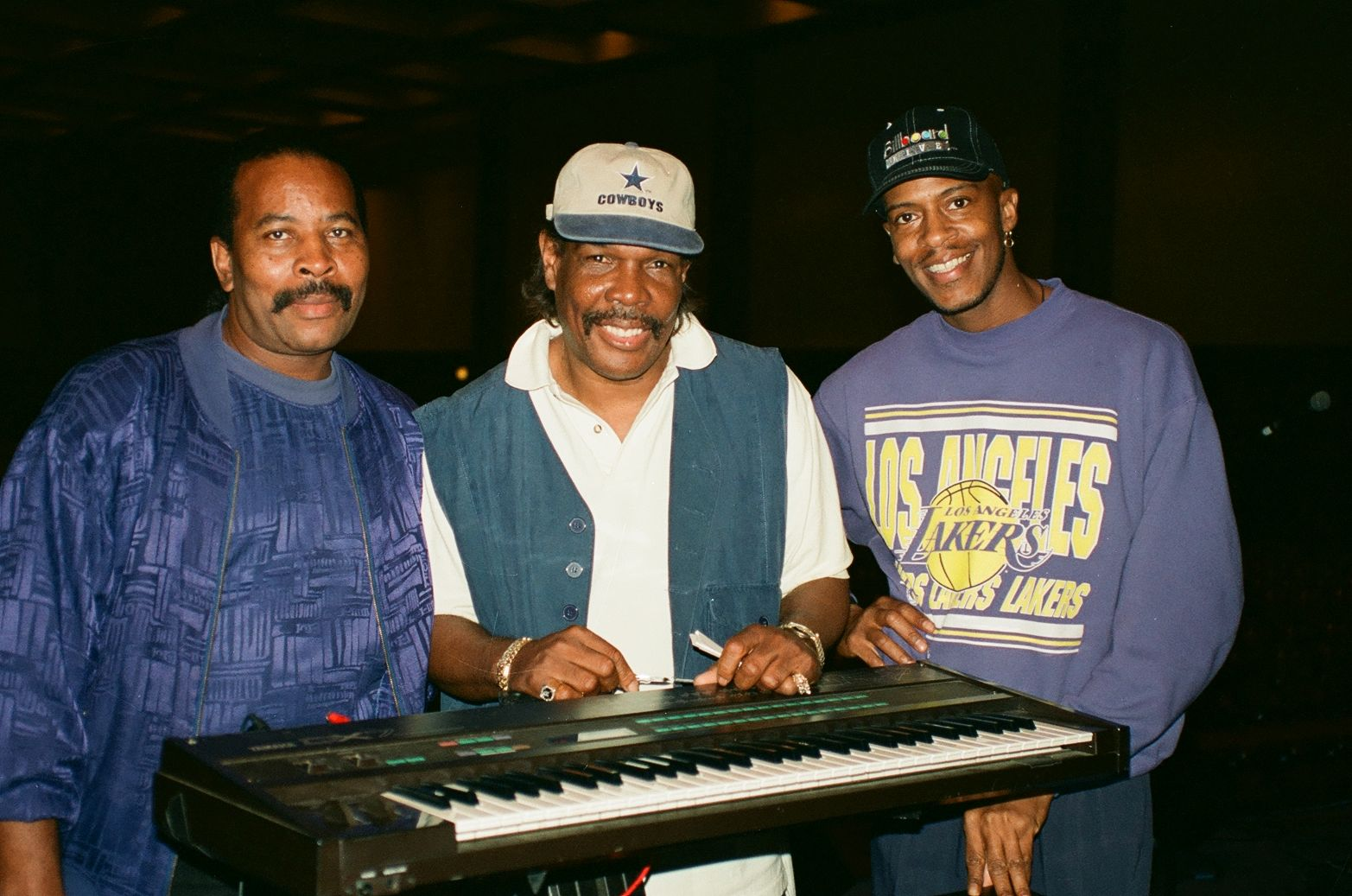
Ray Goodman and Brown (1996)

Zunächst nannte sich die Gruppe The Vipers, mit dem Abschluss eines Plattenvertrages benannten sie sich in The Moments um und veröffentlichten Singles wie „Not On The Outside“ (1968) oder „Sunday“ (1969). Der Durchbruch erfolgte 1970 mit dem Millionenseller Love On A Two-Way Street, der in den Soul-Charts Platz eins erreichte und sich ebenfalls in den Pop-Charts platzieren konnte. Bis Ende der 1970er-Jahre veröffentlichten sie als The Moments Platten sowie unter dem Namen Moments And Whatnauts die Hitsingle Girls. Ab 1978 nannte sich das Trio Ray, Goodman And Brown und hatte mit Special Lady abermals einen Millionenerfolg.

## Mitglieder
- Al Goodman, * 31. März 1947, † 26. Juli 2010
- Harry Ray, * 15. Dezember 1946, † 1. Oktober 1992
- William Brown, * 30. Juni 1946

## Diskografie

### Studioalben
| Jahr                 | Titel                                          | Höchstplatzierung, Gesamtwochen, AuszeichnungChartplatzierungen (Jahr, Titel, Platzierungen, Wochen, Auszeichnungen, Anmerkungen) | Höchstplatzierung, Gesamtwochen, AuszeichnungChartplatzierungen (Jahr, Titel, Platzierungen, Wochen, Auszeichnungen, Anmerkungen) | Anmerkungen |
| Jahr                 | Titel                                          | US | R&B | Anmerkungen |
| -------------------- | ---------------------------------------------- | --- | --- | ----------- |
| The Moments          |                                                | | |             |
|                      |                                                | | |             |
| 1969                 | Not on the Outside, But on the Inside, Strong! | — | R&B8 (22 Wo.)R&B |             |
| 1970                 | A Moment with the Moments                      | — | R&B36 (7 Wo.)R&B |             |
| 1975                 | Look at Me                                     | US132 (8 Wo.)US | R&B13 (9 Wo.)R&B |             |
| 1976                 | Moments with You                               | — | R&B40 (7 Wo.)R&B |             |
| Ray, Goodman & Brown |                                                | | |             |
|                      |                                                | | |             |
| 1979                 | Ray, Goodman & Brown                           | US17 Gold · (23 Wo.)US | R&B2 (29 Wo.)R&B |             |
| 1980                 | Ray, Goodman & Brown II                        | US84 (12 Wo.)US | R&B16 (21 Wo.)R&B |             |
| 1981                 | Stay                                           | US151 (7 Wo.)US | R&B33 (18 Wo.)R&B |             |
| 1986                 | Take It to the Limit                           | — | R&B24 (29 Wo.)R&B |             |
| 1988                 | Mood for Lovin’                                | — | R&B66 (15 Wo.)R&B |             |

Weitere Studioalben
als The Moments
- 1971: On Top
- 1972: The Other Side of the Moments
- 1973: My Thing
- 1974: Those Sexy Moments
- 1974: O’Jays Meet the Moments
- 1978: Sharp

als Ray, Goodman & Brown
- 1982: Open Up
- 1984: All About Love, Who’s Gonna Make the First Move?

### Livealben
| Jahr        | Titel                                     | Höchstplatzierung, Gesamtwochen, AuszeichnungChartplatzierungen (Jahr, Titel, Platzierungen, Wochen, Auszeichnungen, Anmerkungen) | Höchstplatzierung, Gesamtwochen, AuszeichnungChartplatzierungen (Jahr, Titel, Platzierungen, Wochen, Auszeichnungen, Anmerkungen) | Anmerkungen |
| Jahr        | Titel                                     | US | R&B | Anmerkungen |
| ----------- | ----------------------------------------- | --- | --- | ----------- |
| The Moments |                                           | | |             |
|             |                                           | | |             |
| 1972        | Live at the New York State Women’s Prison | US147 (8 Wo.)US | R&B25 (6 Wo.)R&B |             |

Weitere Livealben
- 1974: Live at the Miss Black America Contest

### Kompilationen
| Jahr        | Titel                     | Höchstplatzierung, Gesamtwochen, AuszeichnungChartplatzierungen (Jahr, Titel, Platzierungen, Wochen, Auszeichnungen, Anmerkungen) | Höchstplatzierung, Gesamtwochen, AuszeichnungChartplatzierungen (Jahr, Titel, Platzierungen, Wochen, Auszeichnungen, Anmerkungen) | Anmerkungen |
| Jahr        | Titel                     | US | R&B | Anmerkungen |
| ----------- | ------------------------- | --- | --- | ----------- |
| The Moments |                           | | |             |
|             |                           | | |             |
| 1971        | The Moments Greatest Hits | US184 (7 Wo.)US | R&B24 (11 Wo.)R&B |             |
| 1974        | The Best of the Moments   | — | R&B23 (11 Wo.)R&B |             |

Weitere Kompilationen
als The Moments
- 1984: Greatest Hits of the Moments
- 1996: The Best of the Moments: Love on a Two-Way Street

als Ray, Goodman & Brown
- 1996: The Best of Ray, Goodman & Brown
- 2002: The Millennium Collection: The Best of Ray, Goodman & Brown

### Singles
| Jahr                 | Titel Album                                                                      | Höchstplatzierung, Gesamtwochen, AuszeichnungChartplatzierungen (Jahr, Titel, Album, Platzierungen, Wochen, Auszeichnungen, Anmerkungen) | Höchstplatzierung, Gesamtwochen, AuszeichnungChartplatzierungen (Jahr, Titel, Album, Platzierungen, Wochen, Auszeichnungen, Anmerkungen) | Höchstplatzierung, Gesamtwochen, AuszeichnungChartplatzierungen (Jahr, Titel, Album, Platzierungen, Wochen, Auszeichnungen, Anmerkungen) | Höchstplatzierung, Gesamtwochen, AuszeichnungChartplatzierungen (Jahr, Titel, Album, Platzierungen, Wochen, Auszeichnungen, Anmerkungen) | Anmerkungen                                                                                       |
| Jahr                 | Titel Album                                                                      | DE | UK | US | R&B | Anmerkungen                                                                                       |
| -------------------- | -------------------------------------------------------------------------------- | --- | --- | --- | --- | ------------------------------------------------------------------------------------------------- |
| The Moments          |                                                                                  | | | | |                                                                                                   |
|                      |                                                                                  | | | | |                                                                                                   |
| 1963                 | Walk Right In –                                                                  | — | — | US82 (5 Wo.)US | — |                                                                                                   |
| 1968                 | Not on the Outside Not on the Outside, But on the Inside, Strong!                | — | — | US57 (7 Wo.)US | R&B13 (14 Wo.)R&B |                                                                                                   |
| 1969                 | Sunday Not on the Outside, But on the Inside, Strong!                            | — | — | US90 (3 Wo.)US | R&B13 (8 Wo.)R&B |                                                                                                   |
| 1969                 | I Do A Moment with the Moments                                                   | — | — | US62 (6 Wo.)US | R&B10 (10 Wo.)R&B |                                                                                                   |
| 1969                 | I’m So Lost Not on the Outside, But on the Inside, Strong!                       | — | — | — | R&B43 (4 Wo.)R&B |                                                                                                   |
| 1969                 | Lovely Way She Loves A Moment with the Moments                                   | — | — | — | R&B14 (10 Wo.)R&B |                                                                                                   |
| 1970                 | Love On A Two-Way Street Not on the Outside, But on the Inside, Strong!          | — | — | US3 Gold · (15 Wo.)US | R&B1 (17 Wo.)R&B |                                                                                                   |
| 1970                 | If I Didn’t Care A Moment with the Moments                                       | — | — | US44 (8 Wo.)US | R&B7 (10 Wo.)R&B |                                                                                                   |
| 1970                 | All I Have On Top                                                                | — | — | US56 (9 Wo.)US | R&B9 (11 Wo.)R&B |                                                                                                   |
| 1971                 | I Can’t Help It On Top                                                           | — | — | — | R&B27 (6 Wo.)R&B |                                                                                                   |
| 1971                 | That’s How It Feels On Top                                                       | — | — | — | R&B34 (4 Wo.)R&B |                                                                                                   |
| 1971                 | Lucky Me On Top                                                                  | — | — | US98 (2 Wo.)US | R&B31 (7 Wo.)R&B |                                                                                                   |
| 1971                 | To You with Love On Top                                                          | — | — | — | R&B36 (7 Wo.)R&B |                                                                                                   |
| 1972                 | Thanks a Lot –                                                                   | — | — | — | R&B41 (2 Wo.)R&B |                                                                                                   |
| 1972                 | Just Because He Wants to Make Love (Doesn’t Mean He Loves You) –                 | — | — | — | R&B25 (7 Wo.)R&B |                                                                                                   |
| 1972                 | My Thing                                                                         | — | — | — | R&B19 (10 Wo.)R&B |                                                                                                   |
| 1973                 | Gotta Find a Way My Thing                                                        | — | — | US68 (8 Wo.)US | R&B16 (12 Wo.)R&B |                                                                                                   |
| 1973                 | Sexy Mama Those Sexy Moments                                                     | — | — | US17 (13 Wo.)US | R&B3 (20 Wo.)R&B |                                                                                                   |
| 1974                 | Sho Nuff Boogie (Part 1) –                                                       | — | — | US80 (4 Wo.)US | R&B45 (11 Wo.)R&B | mit Sylvia                                                                                        |
| 1974                 | Sweet Sweet Lady Those Sexy Moments                                              | — | — | — | R&B29 (10 Wo.)R&B |                                                                                                   |
| 1974                 | What’s Your Name –                                                               | — | — | — | R&B28 (13 Wo.)R&B |                                                                                                   |
| 1974                 | Girls (Part 1) Look at Me                                                        | DE31 (2 Wo.)DE | UK3 (10 Wo.)UK | — | R&B25 (14 Wo.)R&B | mit The Whatnauts, Girls war 2 Wochen (14. Juni – 27. Juni 1975) in den Niederlanden auf Platz 1. |
| 1975                 | Look At Me Those Sexy Moments                                                    | — | UK42 (4 Wo.)UK | US39 (8 Wo.)US | R&B1 (19 Wo.)R&B |                                                                                                   |
| 1975                 | Dolly My Love Look at Me                                                         | — | UK10 (9 Wo.)UK | — | — |                                                                                                   |
| 1976                 | Nine Times –                                                                     | — | — | — | R&B44 (10 Wo.)R&B |                                                                                                   |
| 1976                 | With You Moments with You                                                        | — | — | — | R&B14 (18 Wo.)R&B |                                                                                                   |
| 1977                 | Jack In The Box –                                                                | — | UK7 (9 Wo.)UK | — | — |                                                                                                   |
| 1977                 | We Don’t Cry Out Loud Moments with You                                           | — | — | — | R&B79 (7 Wo.)R&B |                                                                                                   |
| 1977                 | I Don’t Wanna Go Moments with You                                                | — | — | — | R&B18 (15 Wo.)R&B |                                                                                                   |
| 1978                 | I Could Have Loved You Moments with You                                          | — | — | — | R&B20 (15 Wo.)R&B |                                                                                                   |
| 1980                 | Baby Let’s Rap Now (Part 1) –                                                    | — | — | — | R&B39 (13 Wo.)R&B |                                                                                                   |
| Ray, Goodman & Brown |                                                                                  | | | | |                                                                                                   |
|                      |                                                                                  | | | | |                                                                                                   |
| 1979                 | Special Lady Ray, Goodman & Brown                                                | — | — | US5 Gold · (18 Wo.)US | R&B1 (23 Wo.)R&B |                                                                                                   |
| 1980                 | Inside of You Ray, Goodman & Brown                                               | — | — | US76 (4 Wo.)US | R&B14 (13 Wo.)R&B |                                                                                                   |
| 1980                 | My Prayer Ray, Goodman & Brown II                                                | — | — | US47 (10 Wo.)US | R&B31 (10 Wo.)R&B |                                                                                                   |
| 1980                 | Happy Anniversary Ray, Goodman & Brown II                                        | — | — | — | R&B16 (16 Wo.)R&B |                                                                                                   |
| 1981                 | Shoestrings Ray, Goodman & Brown II                                              | — | — | — | R&B67 (5 Wo.)R&B |                                                                                                   |
| 1981                 | How Can Love So Right (Be So Wrong) Stay                                         | — | — | — | R&B30 (14 Wo.)R&B |                                                                                                   |
| 1984                 | Who’s Gonna Make the First Move All About Love, Who’s Gonna Make the First Move? | — | — | — | R&B61 (10 Wo.)R&B |                                                                                                   |
| 1986                 | Take It to the Limit                                                             | — | — | — | R&B8 (18 Wo.)R&B |                                                                                                   |
| 1987                 | Celebrate Our Love Take It to the Limit                                          | — | — | — | R&B34 (11 Wo.)R&B |                                                                                                   |
| 1988                 | Where Did You Get That Body, (Baby)? Mood for Lovin’                             | — | — | — | R&B61 (12 Wo.)R&B |                                                                                                   |

Weitere Singles
als The Moments
- 1973: Girl I’m Gonna Miss You
- 1975: Got to Get to Know You
- 1978: Rain in My Backyard
- 1981: Record Breakin’ Love Affair

als Ray, Goodman & Brown
- 1982: Stay
- 1982: Till the Right One Comes Along
- 1982: Gambled on Your Love
- 1982: After All
- 1987: (Baby) Let’s Make Love Tonight